# Kroatische klederdracht

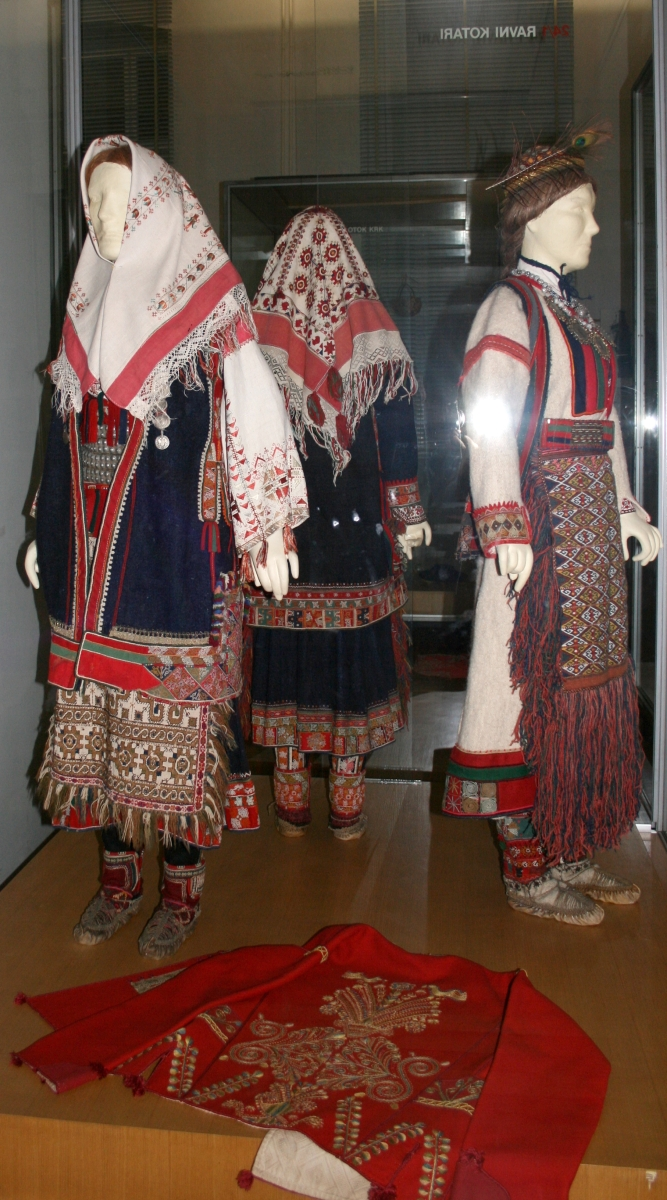
Klederdracht uit Noord-Dalmatië.

Met Kroatische klederdracht wordt de traditionele kleding bedoeld die door het Kroatische volk werd gedragen. Deze gemeenschappen betreffen niet slechts de Kroaten uit Kroatië, maar ook uit Bosnië en Herzegovina, Servië, Montenegro, Hongarije, Oostenrijk en Roemenië.
Hoewel Kroaten zich vandaag de dag westers kleden worden klederdrachten nog veel gebruikt bij regionale/landelijke (folklore)festivals, toeristische en religieuze bijeenkomsten en de vele folkloristische dansgroepen (genaamd: "kud") die het land rijk is.

## Inleiding
Elke Kroatische regio heeft haar eigen soort type klederdracht met diverse kenmerken. In de onderling sterk verschillende drachten kunnen diverse invloeden worden gevonden. Zo zijn er Oostenrijkse, Turkse, Levantijnse, Italiaanse en Hongaarse invloeden terug te vinden.
Ook zijn er veel overeenkomsten te vinden met klederdrachten van andere Zuid-Slavische volkeren zoals Bosnische moslims, Serviërs, Montenegrijnen en Slovenen. Klederdrachten zijn dikwijls verbonden aan een gebied waardoor Serviërs of Bosnische moslims, woonachtig in dezelfde dorpen, dezelfde traditionele kleding hadden of deze sterke overeenkomsten vertoonden.
De Kroatische nationale drachten worden traditioneel verdeeld in drie types; de Pannonische, Dinarische en Adriatische (Jadran) type. Echter kan de dracht in enkele streken nabij de Sloveense grens in de uitlopers van de Alpen onderverdeeld worden in een Alpine type. Daarbij vertoonden de drachten in stedelijke gebieden in Bosnië en Herzegovina sterke Osmaanse invloeden. Soms zo sterk dat deze drachten onder een aparte Oriëntaalse of Levantijnse groep geschaard kunnen worden. Oriëntaalse invloeden waren overigens ook sterk aanwezig in de drachten van mannen uit Dubrovnik en omgeving en bij Kroaten uit Janjevo en Letnica in Kosovo.

## Dalmatië
In Dalmatië, het overgrote deel van de Kroatische kust, zijn diverse klederdrachten te vinden. De drachten uit de Zagora, het Dalmatische achterland, hebben overeenkomst met Lika en Herzegovina. Hoewel er overeenkomsten zijn, verschillen deze met de traditionele kleding uit plaatsen liggend aan de Adriatische Zee.
Het bekendste voorbeeld uit de Zagora is waarschijnlijk die uit Vrlika, een stadje rijk aan eigen folklore. Deze drachten zijn erg bond gekleurd en bestaan uit diverse lagen.

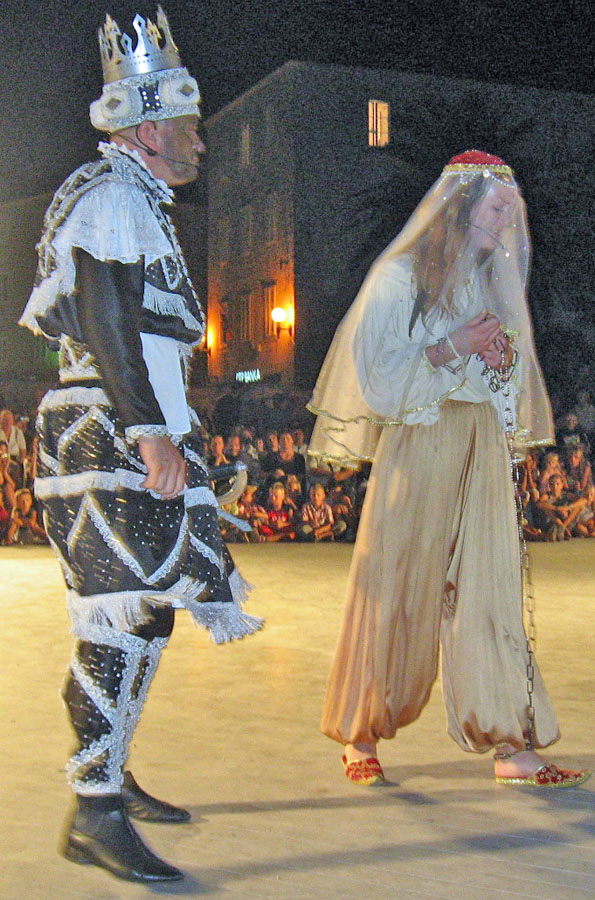
Kostuums gebruikt in Moreška, een dans van het eiland Korčula.

Vaak wordt ze verrijkt met sieraden, pauwenveren en een riem waarin wapens kunnen worden geplaatst. De kleding is vaak doorspekt met motieven en vrouwen droegen voornamelijk hoofddoeken.
De traditionele kleding uit de kuststreek zijn meestal zwart, wit, rood, goud en soms blauw van kleur. Hoofddeksels bestaan voornamelijk uit rode baretten of hoofddeksels vergelijkbaar met de oriëntaalse fez, genaamd de Šibenska kapa.
De Dalmatische eilanden hebben, dankzij hun geografische isolatie, de meeste variatie ten opzichte van elkaar. Er zijn echter overeenkomsten met het vasteland wel zichtbaar.

## Lika
De klederdrachten uit Lika kunnen verdeeld worden in burgerlijke en militaire kostuums. Dit is vanwege het feit dat Lika eeuwenlang in de militaire frontlinies lag tussen de Habsburgers en de Osmanen. Hierdoor zijn niet slechts de Dinarische maar ook de Turks-Osmaanse invloeden te vinden in de klederdracht.
Omdat Lika een bergachtig gebied is kunnen de winters koud zijn, hierdoor wordt er gebruikgemaakt van zowel wol als bont. Ook in Lika zijn rode riemen of doeken gebruikt om wapens in op te beregen. Een voorbeeld van zo'n wapen, kenmerkend voor Lika, is de handžar uit de Osmaanse periode.
Typisch voor Lika is de Lička kapa, een rood hoofddeksel vergelijkbaar met een lage fez en de Dalmatische Šibenska kapa. Het hoofddeksel wordt gezien als Kroatisch symbool en er bestaan dan ook versies met het Kroatische schaakbord erop genaaid. De Lička kapa wordt tevens gedragen door Serviërs, zowel in Lika als daarbuiten, en Montenegrijnen.

## Kroatische binnenlanden
De klederdrachten van continentaal Kroatië, Slavonië, Posavina, Zagorje, Međimurje en Zagreb, bestaan vaak uit lange witte rokken en jurken voor de dames. Deze zijn vaak versierd met, voornamelijk rode, motieven en bloemen. Ook de heren waren vaak in het wit gekleed. Over de wijde witte overhemden en broeken werden vaak bruine of zwarte giletten gedragen.
De drachten zijn typisch Centraal-Europees en kennen Hongaarse en Oostenrijkse invloeden.

## Fotogalerij

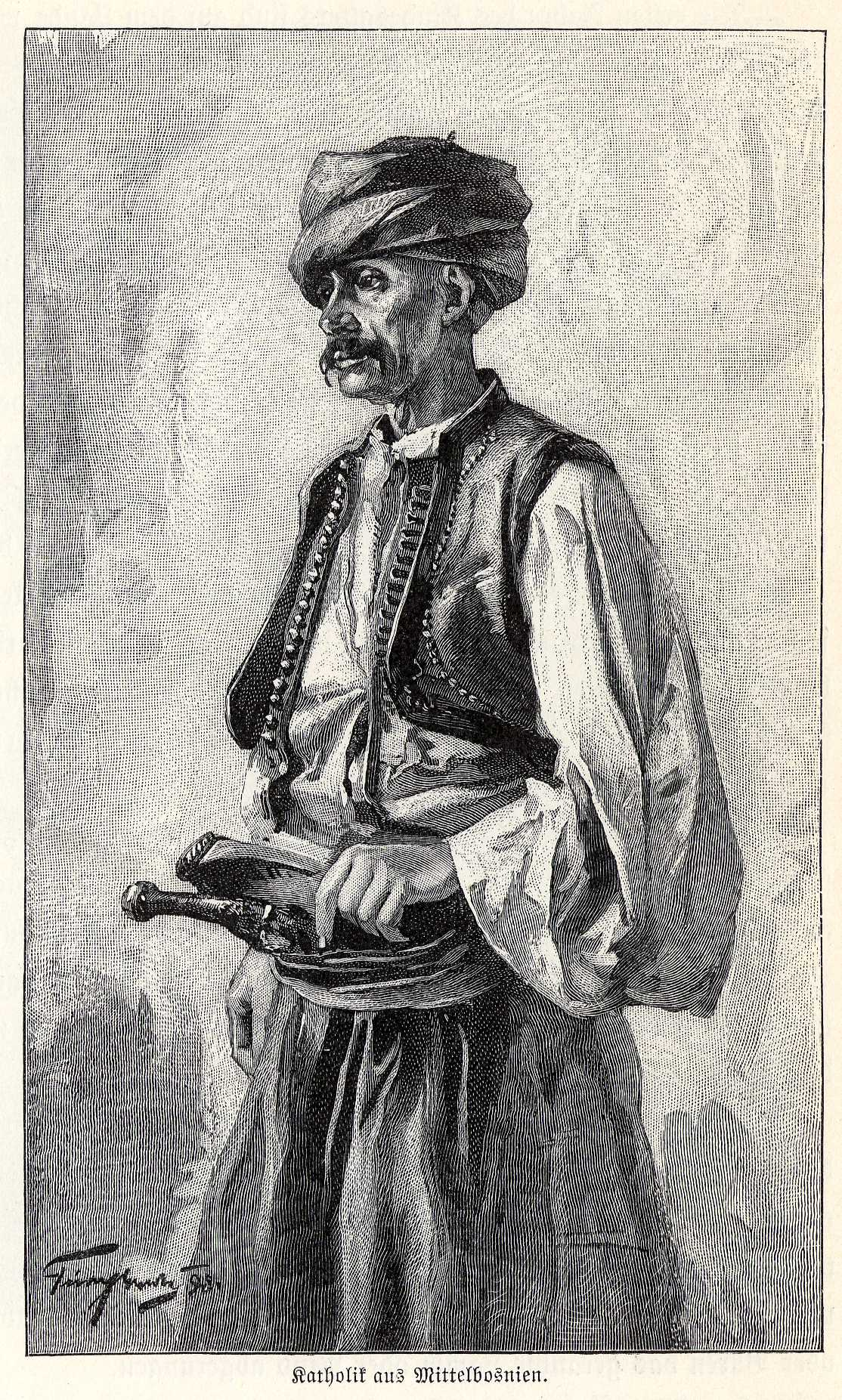
Kroaat uit Centraal-Bosnië.

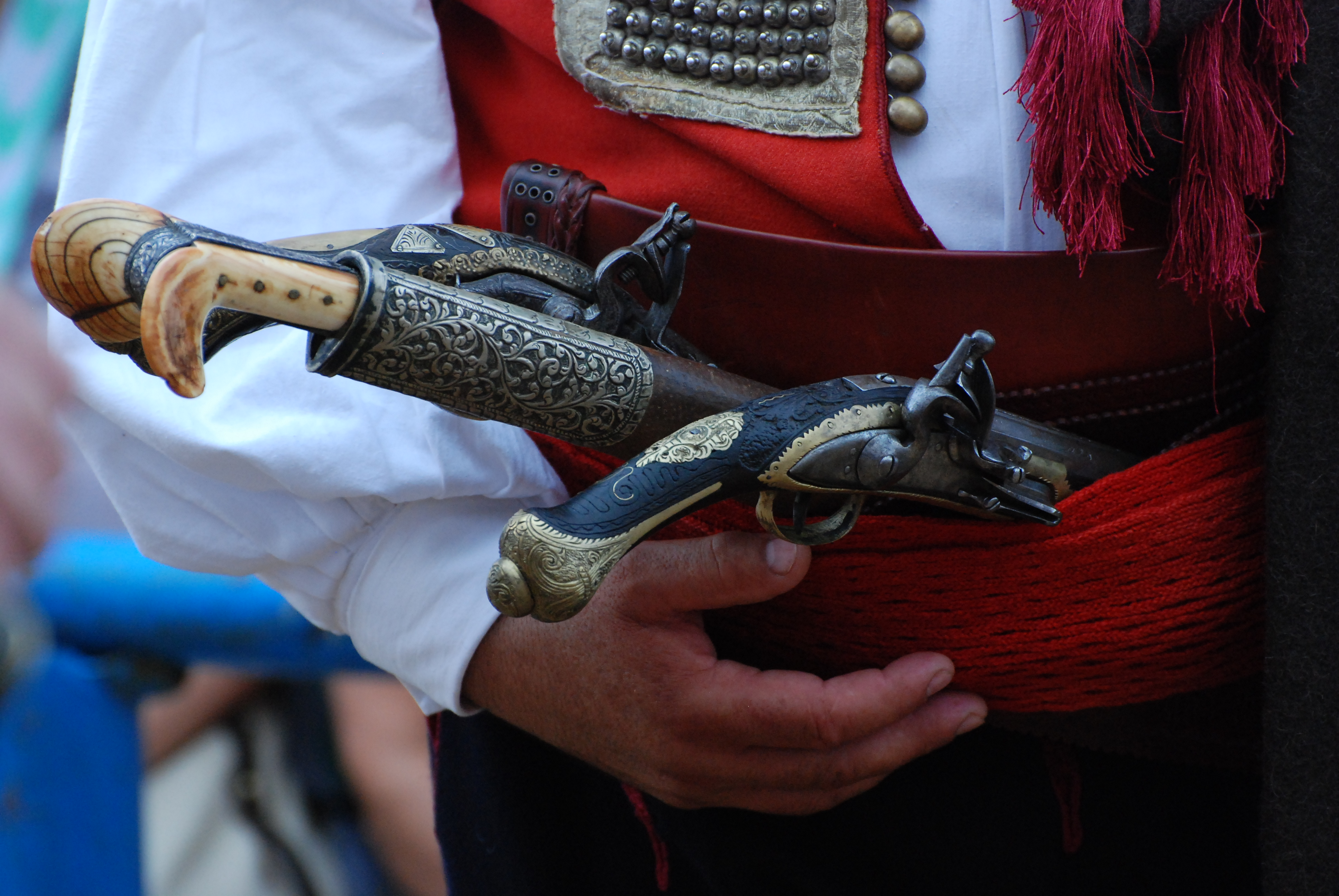
Onderdeel van klederdracht uit Sinj.
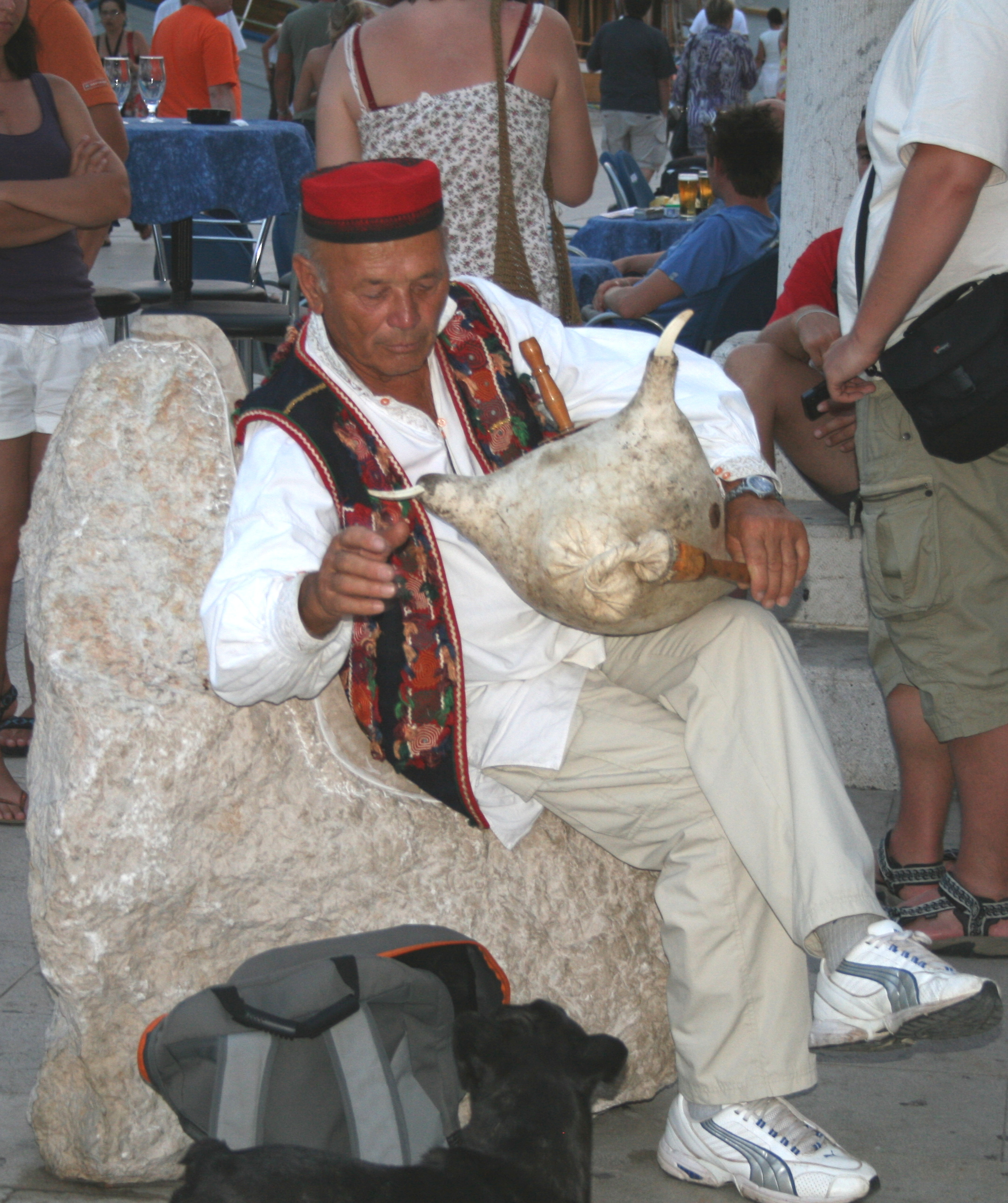
Voorbeeld van een Šibenska kapa uit Šibenik en omgeving.
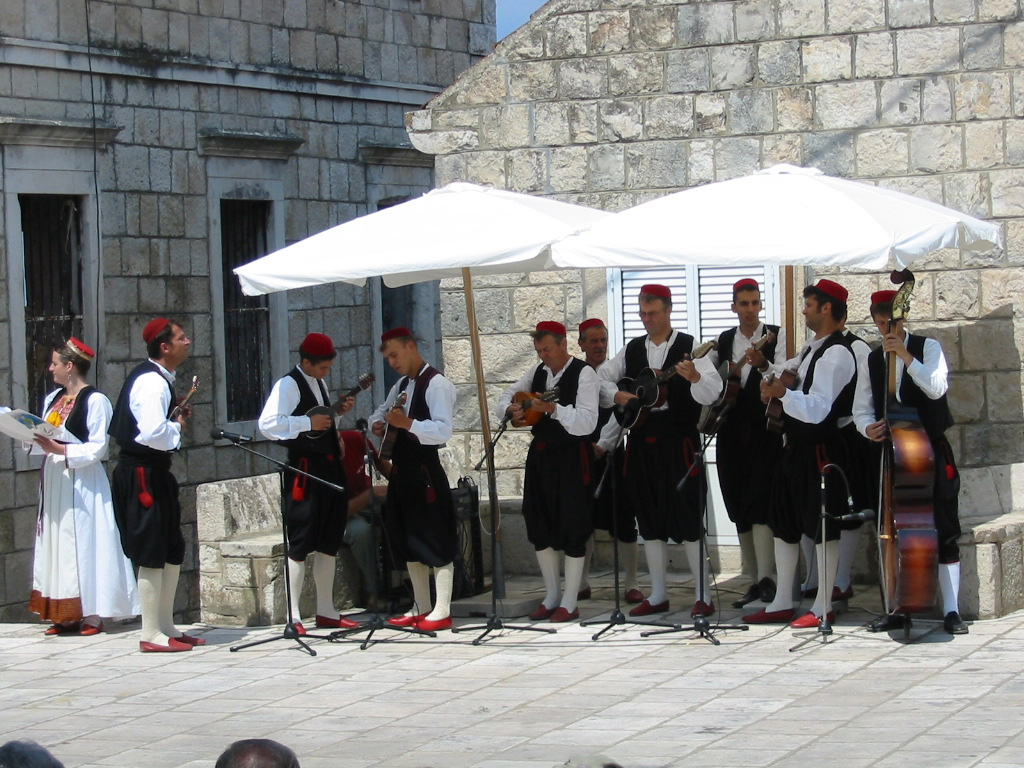
Drachten uit Čilipi.
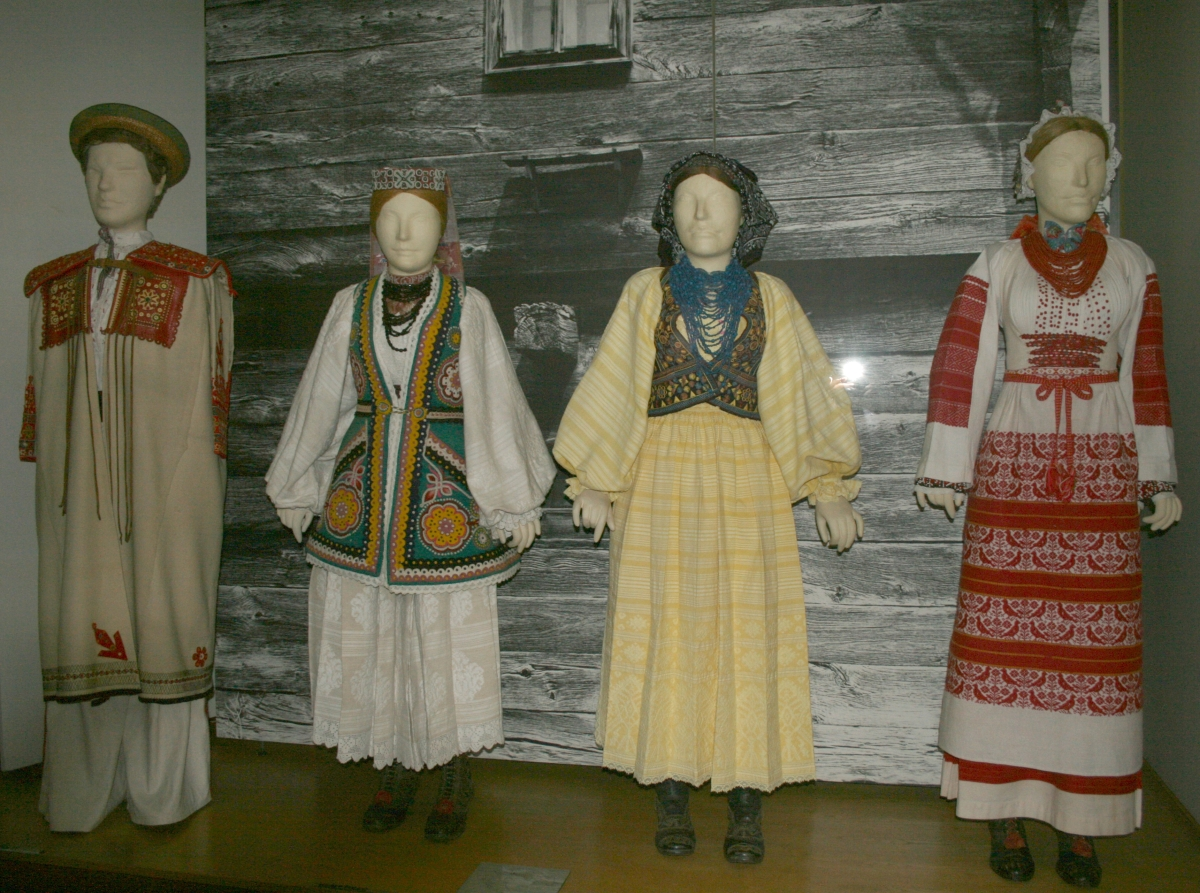
Klederdracht uit de omgeving van Zagreb
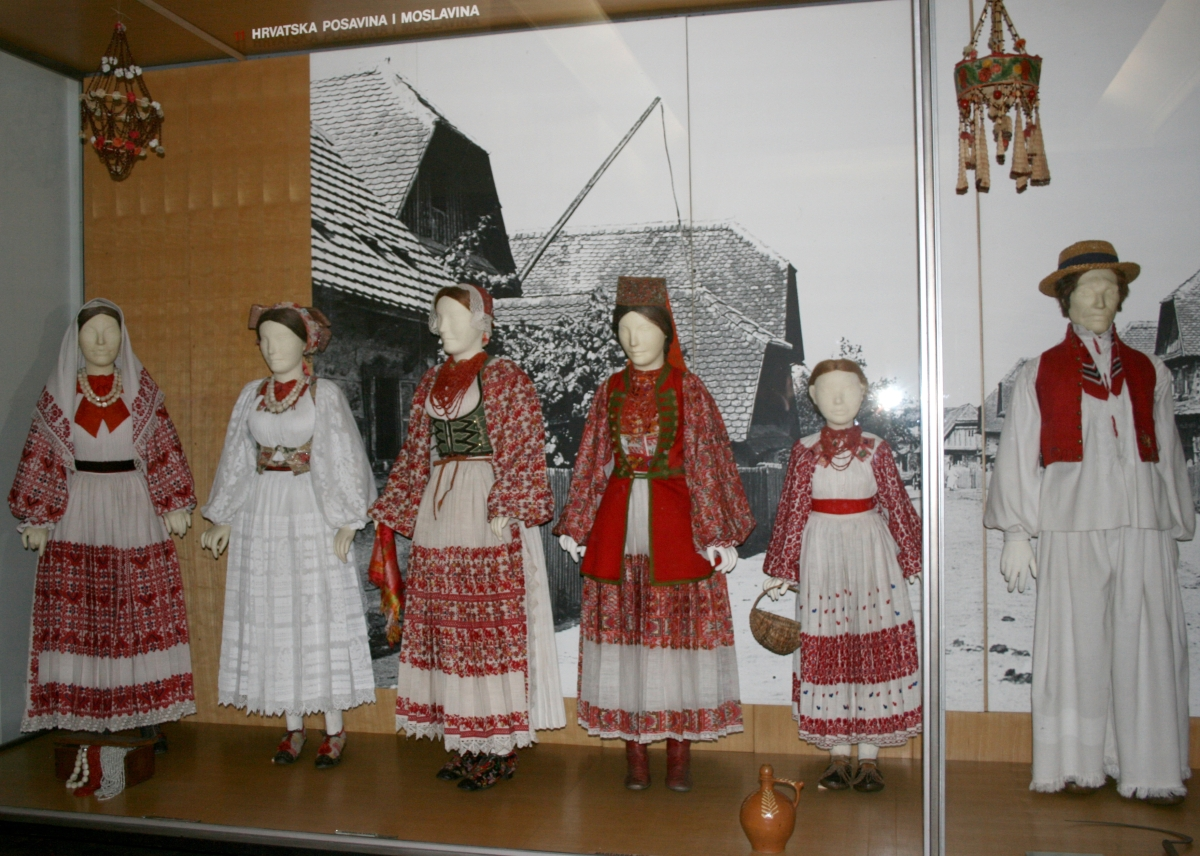
Klederdracht uit Posavina.
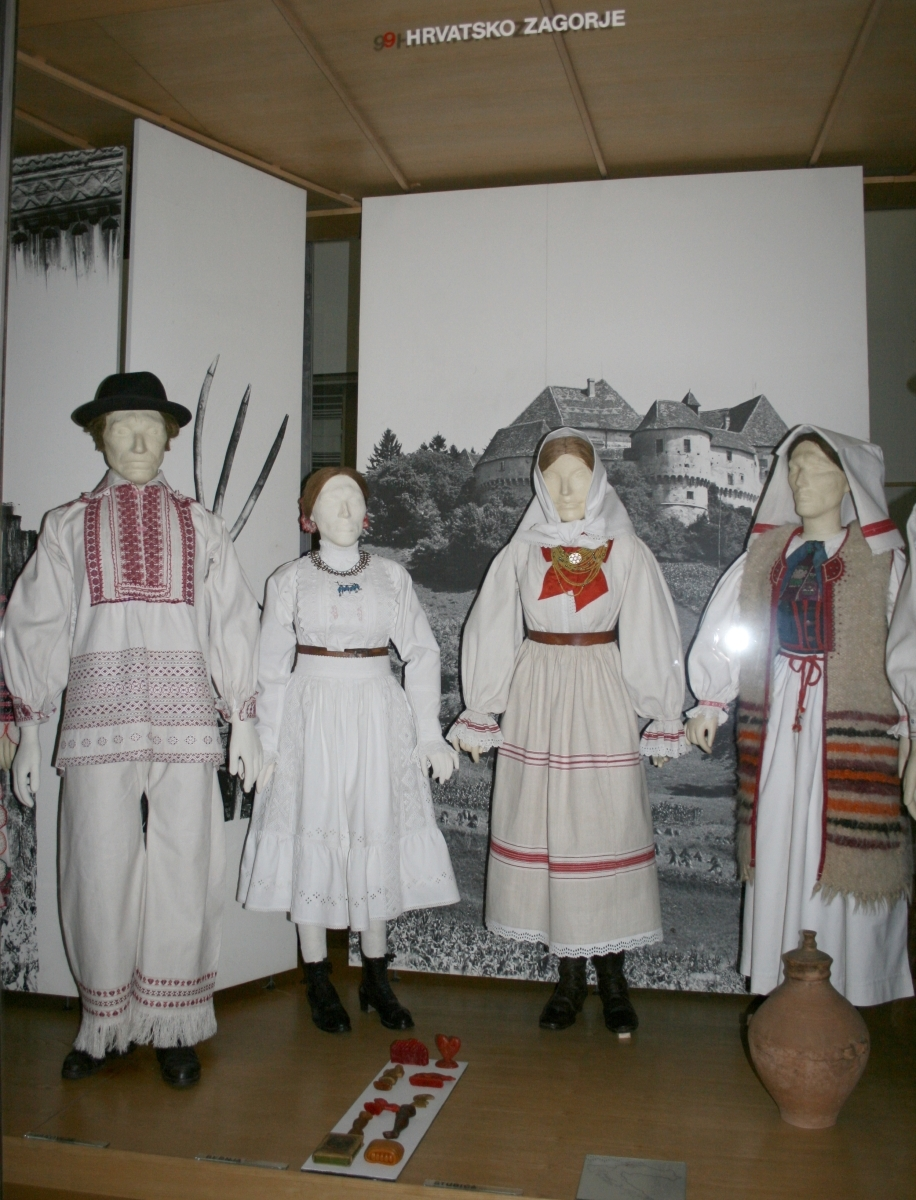
Klederdracht uit Zagorje

## Bosnië en Herzegovina
De klederdracht van de Kroaten in Bosnië en Herzegovina behoren voornamelijk tot de Dinarische type. De kleding is te vergelijken met die uit de Dalmatische Zagora en Lika, echter met meer Turkse invloeden.
Er zijn verschillen te vinden in de kleding van Kroaten uit Herzegovina en Centraal-Bosnië. Ook de Kroaten woonachtig aan de Bosnische zijde van de Sava hebben andere klederdrachten. Deze zijn verwant aan de drachten, gedragen in de Kroatische Posavina en behoren tot het Pannonische type. Dit type vertoont overeenkomsten met drachten uit Centraal-Europa.